# Egesina picea
Egesina picea là một loài bọ cánh cứng trong họ Cerambycidae.